# Libert H. Boeynaems
Libert H. Boeynaems, né le 18 août 1857 à Anvers (Belgique) et décédé le 13 mai 1926 à  Honolulu (Hawaï), était un prêtre missionnaire belge de la Congrégation des Sacrés-Cœurs, vicaire apostolique et évêque des îles Hawaï de 1903 à sa mort en 1926.

## Biographie
Né à Anvers le 16 août 1857, Libert est le fils de Jean Boeynaems et Leopoldina Van Opstael. Il fait ses études secondaires au collège jésuite d’Anvers. Il entame ensuite des études ecclésiastiques au séminaire de Malines, en vue de devenir prêtre. Cependant, attiré par le travail missionnaire outremer, il entre dans la Congrégation des Sacrés-Cœurs de Jésus et de Marie (dite ‘de Picpus’) où il fait sa profession religieuse le 10 mai 1877. Il fait également des études à l’université catholique de Louvain.    
Peu après son ordination sacerdotale (le 11 septembre 1881) le père Boeynaems s’embarque pour le royaume d’Hawaï, arrivant à Honolulu le 29 novembre 1881. En janvier 1882 il est pasteur de la communauté catholique naissante d’Hawaïens indigènes sur l’île de Kaua’i, dans le district qui englobe Līhu‘e à Hanalei.
Au cours de ses premières années à Honolulu, Boeynaems est témoin du renversement de la reine Liliʻuokalani en 1893, suivi de l’abolition de la monarchie et proclamation de la République d'Hawaï en 1894, et finalement de l’annexion du territoire par les États-Unis (1898). Cependant, en 1895, Boeynaems avait été transféré comme pasteur à Wailuku, Maui.
Sept ans plus tard, en décembre 1902, le Saint-Siège nomme le père Boeynaems ‘pro-vicaire’ et, à la mort de Mgr Gulstan Ropert, ‘vicaire apostolique’ des iles d’Hawaï (6 avril 1903). Quatrième vicaire apostolique des îles il est ordonné évêque – dans la cathédrale Sainte-Marie de San Francisco - des mains de Mgr George Thomas Montgomery (en), archevêque-coadjuteur de San Francisco, le 25 juillet 1903 (avec titulature de Zeugma-en-Syrie (de)) avec comme co-consécrateurs Thomas Grace (en) et Thomas James Conaty (en).
En 1909 il construit l’orphelinat catholique de Kalihi pour les enfants des lépreux et le confie aux religieuses de la branche féminine des Sacrés-Cœurs. Le 11 avril 1915, Mgr Boeynaems consacre l’église Sainte-Agnès à Kaka’ako, une ancienne église protestante à l’intersection des rues Kawaiahao et Kamani à Honolulu, pour desservir le nombre croissant de fidèles portugais et hawaïens indigènes dans le district de Kaka’ako.
Mgr Libert H. Boeynaems meurt le 13 mai 1926 à Honolulu, à l’âge de 68 ans. Il est enterré dans le cimetière catholique de la ville.